# Vrouwe- en Antonie Gasthuys

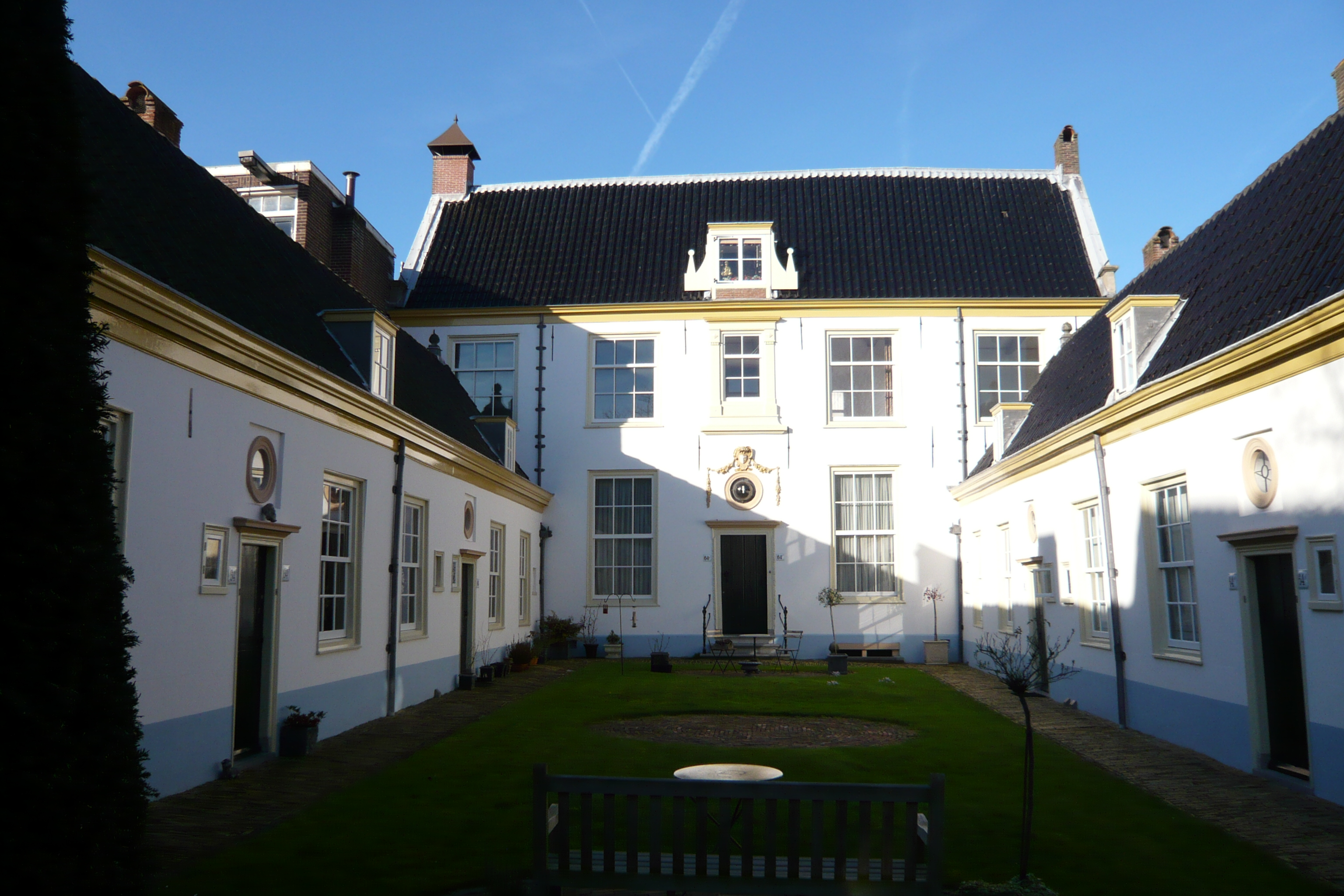
Vrouwe- en Antonie Gasthuys : vue sur le patio et le corps de logis principal (au centre).

L’appellation Vrouwe- en Antonie Gasthuys, littéralement Hospice Notre-Dame-et-Saint-Antoine, renvoie à la fois à une organisation caritative autrefois vouée à l’accueil des pèlerins, et à certain hofje, ensemble de bâtiments contigus datant des XVIIe et XVIIIe siècles, sis rue Klein Heiligland dans le sud de la vieille ville de Haarlem aux Pays-Bas, dernier en date des lieux d’implantation successifs de ladite organisation.

## Hofje
Vrouwe- en Antonie Gasthuys désigne à la fois certaine institution caritative haarlémoise, dont la fondation remonte à l'époque médiévale et qui avait pour raison d’être d’offrir le gîte aux pèlerins, et certain édifice, qui fut le dernier à héberger ladite institution. Cette ambiguïté du terme trouve son pendant dans le double sens du mot hofje, diminutif de hof, signifiant cour en néerlandais, mot qui servit tout d’abord à désigner, à Haarlem et dans d’autres villes hollandaises, les bâtiments de divers hospices, refuges de pèlerins, asile de vieillards, etc., en considération du fait que ces bâtiments étaient caractéristiquement agencés autour d’une cour intérieure herbue et arborée, puis, par métonymie, ces institutions caritatives elles-mêmes. Ainsi, un même hofje – au sens d’édifice – a-t-il pu changer de propriétaire, et donc de nom, au cours des siècles, et un même hofje – au sens d’institution – a-t-il pu occuper différents emplacements au cours de son existence. L’institution Vrouwe- en Antonie Gasthuys ne vint s’établir sur le présent site de la rue Klein Heiligland qu’à la fin du XVIIIe siècle et sera la dernière à en être propriétaire, ce qui explique que le hofje concerné ait gardé ce nom jusqu’à aujourd’hui.
Dans le présent article, le Vrouwe- en Antonie Gasthuys sera donc traité tour à tour en tant qu’institution caritative et en tant que site architectural.

## L’hospice
Le Vrouwe- en Antonie Gasthuys naquit en 1726 de la fusion de deux institutions caritatives chrétiennes haarlémoises remontant toutes deux au milieu du XVe siècle : l’une, asile pour femmes sans abri, dénommée Onze Lieve Vrouwegasthuys op Bakenes (Hospice Notre-Dame à Bakenesse), était placée sous l’égide de l’église de Bakenesse, la Bakenesserkerk, dans l’est de la vieille ville, non loin de l’actuel Teylers Hofje (la précision op Bakenes servant à la différencier de l’Onze Lieve Vrouwegasthuys, sis Jansstraat, fondé en 1435 par Hugo van Assendelft, et connu aujourd’hui sous la dénomination de St. Barbaragasthuis) ; l’autre, dénommée St. Anthoniegasthuys, fondée un 1er juillet (fête de la Visitation, O.L. Vrouwen visitatie) par Jan Claes Dierdtssen et placée sous les auspices des frères de saint Antoine, appelés aussi Heilige Kruisgilde (guilde de la Sainte-Croix), admettait aussi bien les femmes que les hommes et était situé dans la Hagestraat, au-delà de la rivière Spaarne, sur la route que suivaient la plupart des pèlerins venus vénérer les reliques conservées dans l’église Saint-Bavon. Ces deux hospices (Gasthuysen) fonctionnèrent de manière indépendante l’un de l’autre comme refuges de chrétiens jusqu’à l’avènement de la Réforme, à la suite de laquelle toutes les possessions de l’Église échurent à la municipalité de Haarlem en 1581. Les deux institutions, soustraites ensuite à la tutelle de l’Église, poursuivirent séparément leur activité de hofje, mais fusionnèrent finalement en une seule fondation en 1726, laquelle prit nom Vrouwe- en Antonie Gasthuys.
En 1787, attendu qu’entre-temps les pèlerins avaient pour la plupart cessé d’arriver par la Hagestraat, et que le trekschuit était désormais privilégié comme moyen de locomotion par les voyageurs, la nouvelle institution issue de la fusion résolut de se fixer à son emplacement actuel de la rue Klein Heiligland, sis non loin d’un embarcadère ; le Vrouwe- en Antonie Gasthuys avait en effet acquis le site des mains de la Fondation Teyler, qui y gérait un hofje fondé là par Pieter Teyler van der Hulst en 1729, et auparavant appelé Kolderhofje. Cette année 1787, le Teylerhofje fut transféré avec ses locataires vers les bâtiments nouvellement construits, et d’une bien meilleure venue, sur les bords de la Spaarne. Peut-être le Vrouwe- en Antonie Gasthuys manquait-il de moyens financiers pour reconstruire et fut-il donc amené à troquer avec la Fondation Teyler le terrain bordant la Spaarne, qui avait appartenu à l’Hospice Notre-Dame à Bakenesse, contre le hofje de la rue Klein Heiligland.

## L’édifice
Le Vrouwe- en Antonie Gasthuys de la rue Klein Heiligland se compose d’un corps de logis principal datant de 1648 et de deux ailes en retour d’équerre ajoutées en 1730. L’édifice forme donc un rectangle, lequel n’est délimité côté rue que par un mur de clôture édifié en 1787. Le corps de bâtiment principal, occupant le côté ouest de la cour intérieure, parallèlement à la rue, comporte un étage et cinq travées ; la travée centrale est couronnée d’une lucarne à ailerons et présente une porte surmontée d’un oculus et du blason enguirlandé de l’ancien propriétaire Pieter Joost Bogaert – tous éléments remontant à 1648. Les deux ailes perpendiculaires à la rue sont sans étage et d’une sobre exécution néo-classique. Le site est protégé au titre des monuments nationaux des Pays-Bas.
Le corps de logis principal eut initialement pour nom Bogaert hofje, d’après le patronyme de son premier propriétaire, le riche savonnier mennonite haarlémois Pieter Joosten Bogaert ; celui-ci possédait par ailleurs une vaste demeure dans la Grote Houtstraat, rue parallèle à la rue Klein Heiligland, vis-à-vis d’un autre (futur) hospice, le Proveniershuis, situé sur une placette traversée par la Grote Houtstraat. À la mort de Bogaert, le bâtiment fut augmenté de logis en bois (cameren, en néerl.) construits le long du jardin et ayant au sud leur accès propre sur une ruelle aujourd’hui disparue qui faisait autrefois la jonction entre les rues Grote Houtstraat et Klein Heiligland. Lorsque la fondation Bogaert vint à manquer de fonds, l’institution passa – mais tout en restant dans la même communauté mennonite connue sous le nom de De Blok – aux mains de la veuve Dorothea Berck, mennonite également, qui en fit l’acquisition en 1655 pour perpétuer la mémoire de son mari, Josephus Coymans. Le hofje passa ensuite au marchand de soie Jan Kolder, avant d’être vendu en 1729 à un autre négociant en soie, Pieter Teyler van der Hulst, qui voulut l’acheter et le remettre en état pour honorer sa femme qu’il venait d’épouser cette même année. C’est lui qui fit apporter au complexe sa première grande transformation, puisqu’il ajouta en 1730 au corps de bâtiment principal deux ailes latérales pour y accueillir des pensionnaires, et aménagea l’entrée principale sur la rue Klein Heiligland. Entre-temps, l’ancienne demeure de Bogaert sur la Grote Houtstraat avait elle aussi changé de mains (aujourd’hui, le hofje n’est plus ni visible, ni accessible depuis la Grote Houtstraat).
À la mort de Pieter Teyler, le site échut à la fondation Teyler, laquelle s’appliqua à continuer la tradition philanthropique du fondateur – au demeurant sous le seul nom de Pieter Teyler, non celui de son épouse. Plus tard, la fondation conclut l’accord susmentionné avec l’institution Vrouwe- en Antonie Gasthuys, cédant le site à celle-ci dès que fut achevé de bâtir le nouveau hofje moderne sur le bord de la Spaarne.
Le hofje est ouvert au public, sauf les dimanches.